# Plagiochila remotifolia
Plagiochila remotifolia là một loài rêu trong họ Plagiochilaceae. Loài này được Hampe & Gottsche mô tả khoa học đầu tiên năm 1853.